# Punsalmaagiin Ochirbat
Punsalmaagiin Ochirbat (idioma mongol: Пунсалмаагийн Очирбат; Zavkan, 23 de enero de 1942-Ulán Bator, 17 de enero de 2025) fue un político mongol y miembro de la Corte Constitucional de Mongolia. Fue el primer Presidente de Mongolia electo por voto popular y ocupó el cargo desde 1990 hasta 1997.

## Biografía
Fue ingeniero y fue Ministro de Energía y Geología y posteriormente Ministro de Comercio Exterior durante el gobierno de la República Popular de Mongolia. Tras el nacimiento del movimiento democrático en Mongolia, fue nombrado presidente del Gran Hural del Pueblo en marzo de 1990. Para evitar graves confrontaciones y una crisis dentro de las primeras elecciones parlamentarias multipartidistas, obtuvo el apoyo de casi todo el espectro político en las elecciones presidenciales. El 3 de septiembre de 1990 tomó posesión como Presidente de Mongolia.
Durante las elecciones presidenciales de 1993, las primeras después de la disolución de la República Popular, Ochirbat había obtenido un gran apoyo popular, pero el Partido Revolucionario del Pueblo Mongol nominó al editor del periódico del partido Ünen, L. Tüdev, y no a Ochirbat. Tüdev tuvo una reputación como político de línea dura. El Partido Nacional Democrático Mongol y el Partido Socialdemócrata Mongol postularon a Ochirbat como su candidato. Ochirbat ganó con el 57,8% de los votos, siendo reelecto y su segundo período como presidente duró hasta 1997.